# Археолошки локалитет Шуваков салаш-Клиса
Археолошки локалитет Шуваков салаш — Клиса је најстарије станиште на подручју Врбаса из периода неолита, такозване старчевачке културе, испод олтарског простора средњовековне цркве. То је локалитет код Врбаса на коме се врше археолошка истраживања. Приликом археолошких радова констатовани су остаци насеља праисторијске културе Старчево из 5. миленијума пре наше ере и средњовековно насеље са некрополом и црквом из 10-16. века. Материјал је депонован у Музеју Војводине а део материјала је изложен у сталној поставци у Врбасу.

## Локација
Археолошки локалитет Шуваков салаш се налази 1 km југоисточно од Врбаса, на десној, јужној обали Црне баре чије је корито послужило приликом изградње Великог бачког канала и постало његов саставни део. Смештен је на лесној тераси надморске висине 81 – 83 m.
Овде се данас налази салаш породице Шуваков па је, стога, локалитет тако и назван.
На Камералној карти села Врбас, Дворског камералног архива у Бечу, на месту данашњег Шуваковог салаша, испод Црне баре, стоји натпис лат. Locus Templi antiqui. Карту је 1763. године нацртао геометар Ковач приликом премеравања атара и тада је на локалитету затекао само остатке цркве, док од некадашњег села није било трагова.

## Историјат археолошких истраживања на Шуваковом салашу
Прва археолошка истраживања на овој локацији вршена су још 1901. године у организацији Историјског друштва Бачбодрошке жупаније у Сомбору. Ископавања је водио Ђула Киш, иначе бележник Друштва, уз присуство професора и ђака Нововрбаске гимназије. Покретни материјал је чамцима пренет у гимназију, али нису одређени карактер и значај материјала. Касније се том материјалу губи сваки траг. Археолошка истраживања су обновљена тек 1984. године у организацији Војвођанског музеја у Новом Саду. Трајала су до 1991. године. У току тих радова, су констатовани остаци насеља праисторијске културе — Старчево из 5. миленијума пре наше ере и средњовековно насеље од 10. до 16. века, са некрополом и црквом. Археолошка истраживања која су прекинута почетком деведесетих година, услед ратних дешавања на територији Југославије, обновљена су 2014. године у организацији Музејске збирке Културног центра Врбаса, данас Градског музеја.

## Резултати археолошких истраживања на Шуваковом салашу

### Средњовековно насеље Орбаспалотаја
Један од најзначајнијих резултата археолошких истраживања је лоцирање средњовековног Врбаса — Орбаспалотаје. Насеље је било на самој обали Црне баре која се уливала у Тису, а налазило се поред трговачког пута који је водио на север и југ. Положај насеља изнад домашаја максималног водостаја указује на пажљиво бирање терена са погодностима за дуготрајно насељавање. Куће су биле рађене од набоја и плетера. Неке од њих су биле дубоко укопане и вероватно су служиле за чување хране. Силоси и многобројни жрвњеви сведоче о гајењу и обради житарица. Пронађени су и алати за обраду коже и животињских костију. Керамика је прављена на спором и брзоротирајућем витлу, а пронађени су лонци, крчази, зделе, бокали, поклопци, котлови и пећњаци који су уграђивани у пећи од набоја, чиме је повећано зрачење топлоте. Пронађена грнчарија је подељена у две групе, где се у старију сврставају предмети из 11. до 13. века а у млађу предмети од 13. до 16. века. Старија грнчарија је рађена на спором витлу од добро пречишћене земље са додатком песка у нијансама окер и мрке боје. Предмети су рађени пре велике најезде Монгола 1241. године. Грнчарија је већином неукрашена а у случају украшавања, заступљене су водоравн линије, ређе валовнице или зарези испод обода.
Керамика из новијег периода је рађена на брзом витлу од добро пречишћене глине, углавном песковите фактуре у нијансама наранџасто-црвене, мрке, сиве и окер-беле боје. Од украса су и даље најчешће водоравне линије. На дршкама крчага налази се украс у виду усправно урезаних кратких или дужих црта. Присутне су и посуде на којима је украс изведен сликањем браон геометријскох мотива на окер-белој подлози.
Новац који је пронађен током ископавања је из доба угарских краљева Жигмунда, Владислава, Ладислава и Матије Корвина.
Пронађен је и накит у облику стаклених перли, прстења, копчи, плочица као делова почелица, појас од од кружних сребрних нитни које су утиснуте у кожу са траговима платна, сребрна украсна игла, спирални украси за косу и други украсни предмети.
Прво спомињање насеља Орбаспалотаја потиче из 1387. године. Краљица Марија за заслуге и оданост служби, дарује насеље Николи млађем Горјанском. Породица Горјански је била у породичним везама са породицом српског кнеза Лазара јер је ћерка кнеза Лазара, Теодора, била удата за Николу Горјанског, млађег.
У западном делу насеља налазила се Црква Свете Марије, изграђена крајем 12, почетком 13. века. Коришћена је до почетка 16. века, када је разорена од стране Турака, заједно са насељем.
Дужина цркве је била 14 m а ширина наоса 6 m. Била је једнобродна, дебљина зидова се кретала до 1 метра а грађена је од опеке, ломљеног и обрађеног камена.
Унутрашњост цркве је била украшена фрескама. Фрагменти позлаћених икона указују на византијску традицију и источни црквени обред.

## Галерија
- Прстен са главом. 14-16.век, бронза
- Прстен са главом. 14-16.век, бронза
- Прстен са главом. 14-16.век, бронза
- Почелица - паунов реп, 14-15. век, бронза
- Натпис Орбаспалотаја
- Aрхеолошка истраживања, почелица, 14-16. век, стакло-дрво-метал
- Појас из 14-15. века, сребро-кожа-свила-лан-вуна
- Појас након конзервације
- Археолошка истраживања на локалитету Шуваков салаш
- Почелица-спирални украс
- Део изложбе „Трагови и поруке”
- Детаљ са изложбе, тракасти прстен од бронзе из 13-14. века
- Фрагмент жртвеника, неолит-старчевачка култура
- Приказ из ваздуха
- Остаци средњовековне цркве
- Археолошка ископавања у делу некрополе поред цркве, 2015. године
- Трагови даске сандука
- Истраживање некрополе на локалитету Шуваков салаш-Клиса
- Чишћење гроба
- Радови на ископавању
- Музејски саветник, археолог Небојша Станојев на истраживању некрополе
- Посета стручног консултанта, др Дејана Радичевића, професора Филозофског факултета у Београду, налазишту
- Израда техничке документације на терену